# Birger Rosqvist
Gösta Birger Rosqvist, född 30 oktober 1930 i Oskarshamn, död där 22 januari 1993, var en svensk lotskapten och socialdemokratisk politiker.
Rosqvist var ledamot av andra kammaren 1969–1970. Han var också ledamot av den nya enkammarriksdagen från 1971, invald i Kalmar läns valkrets.